# 列德纳
列德纳（西班牙語：Liédena）是西班牙纳瓦拉的一个市镇。总面积19平方公里，总人口338人（2001年），人口密度18人/平方公里。